# مدرب (رياضة)
المدرِّب هو شخص يشارك في عمليات تعليم وتوجيه وتدريب الفرق الرياضية، ويعتبر المدرب على وجه التحديد في الرياضات الجماعية وعلى نحو تقليدي هو جزء من فريق عمل يُعرف باسم الجهاز الفني تتظافر فيه جهود كل من المدرب المساعد (واحد أو أكثر) في فريق يشمل المنسقين ومدربي اللياقة البدنية المتخصصين بالإضافة إلى الجهاز الطبي.

## التدريب في كرة القدم
في عالم كرة القدم، واجبات المدرب يُمْكن أن تختلف تبعاً لمستوى الفريق الذي يقوم بتدريبه، بالإضافة لمستوى كرة القدم في البلد الذي يقوم بالتدريب بها، أما واجبات المدرب في كرة القدم للشباب، فإن الهدف الرئيسي للمدرب هو مساعدة اللاعبين في تطوير مهاراتهم التقنية، مع التركيز على اللعب والتنظيم المتوازن للعب في المباريات بقدر أكبر من التنظيم المادي أو التكتيكي. وفي العقود الأخيرة، تم بذل جهود هامة من طرف الهيئات الإدارية في مختلف البلدان لإصلاح هياكل التدريب الخاصة بهم على مستوى الشباب بهدف تشجيع المدربين لوضع استراتيجيات للاعب للفوز بالمباريات. في كرة القدم الاحترافية، يقتصر دور المدير الفني أو المدرب لتدريب وتطوير «الفريق الأول» للنادي في معظم البلدان.